# Santa Gertrudis Miramar
Santa Gertrudis Miramar är en ort i Mexiko.   Den ligger i kommunen Santo Domingo Tehuantepec och delstaten Oaxaca, i den sydöstra delen av landet, 500 km sydost om huvudstaden Mexico City. Santa Gertrudis Miramar ligger 18 meter över havet och antalet invånare är 1 291.
Terrängen runt Santa Gertrudis Miramarl är varierad. Havet är nära Santa Gertrudis Miramar åt sydost.  Santa Gertrudis Miramar är det största samhället i trakten. Omgivningarna runt Santa Gertrudis Miramar är en mosaik av jordbruksmark och naturlig växtlighet.